# 安德烈·德米特里耶维奇·尤金
安德烈·德米特里耶维奇·尤金（俄语：Андрей Дмитриевич Юдин，羅馬化：Andrey Dmitrievich Yudin，1996年6月6日—），俄罗斯男子蹦床运动员，2015年世界蹦床锦标赛男子网上团体金牌得主和男子个人网上铜牌得主、2017年世界蹦床锦标赛男子网上团体银牌得主和男子双人网上铜牌得主、2018年世界蹦床锦标赛男子个人网上铜牌得主。